# Nové Město (Děčín)
Nové Město  je II. část okresního města Děčín. Nachází se na východě Děčína. V roce 2009 zde bylo evidováno 677 adres. V roce 2011 zde trvale žilo 6 495 obyvatel.
Nové Město leží v katastrálním území Děčín o výměře 4,6 km2.

## Obyvatelstvo
|                                                                  | 1869 | 1880 | 1890 | 1900 | 1910 | 1921 | 1930 | 1950 | 1961  | 1970  | 1980  | 1991  | 2001  | 2011  |
| ---------------------------------------------------------------- | ---- | ---- | ---- | ---- | ---- | ---- | ---- | ---- | ----- | ----- | ----- | ----- | ----- | ----- |
| Obyvatelé                                                        | .    | .    | .    | .    | .    | .    | .    | .    | 5 110 | 7 544 | 6 935 | 6 401 | 7 130 | 6 495 |
| Domy                                                             | .    | .    | .    | .    | .    | .    | .    | .    | .     | 557   | 558   | 594   | 612   | 704   |
| Data z let 1869–1961 jsou zahrnuta v údajích místní části Děčín. |      |      |      |      |      |      |      |      |       |       |       |       |       |       |

## Galerie

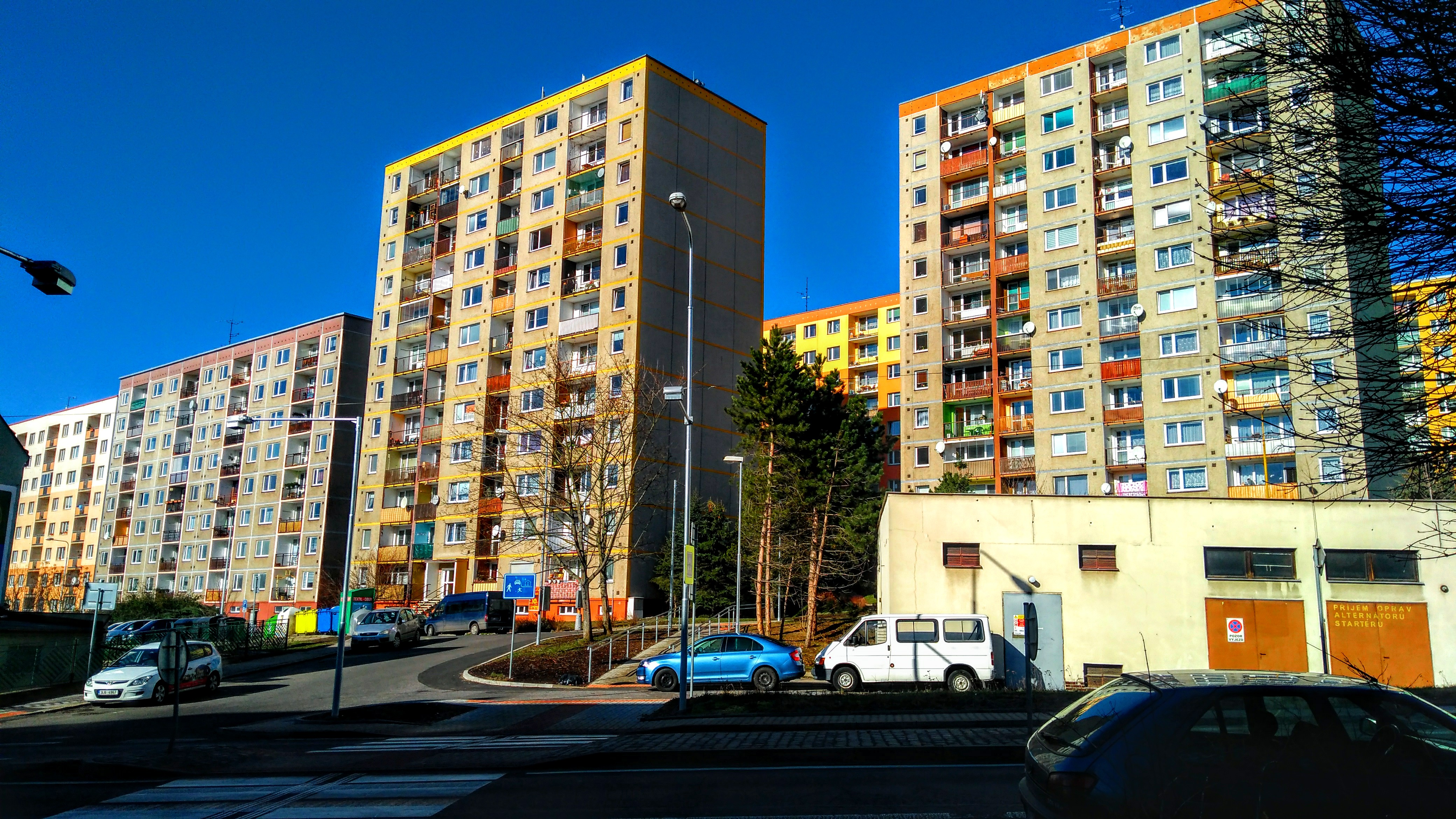
Sídliště v okolí ulice Kamenická.
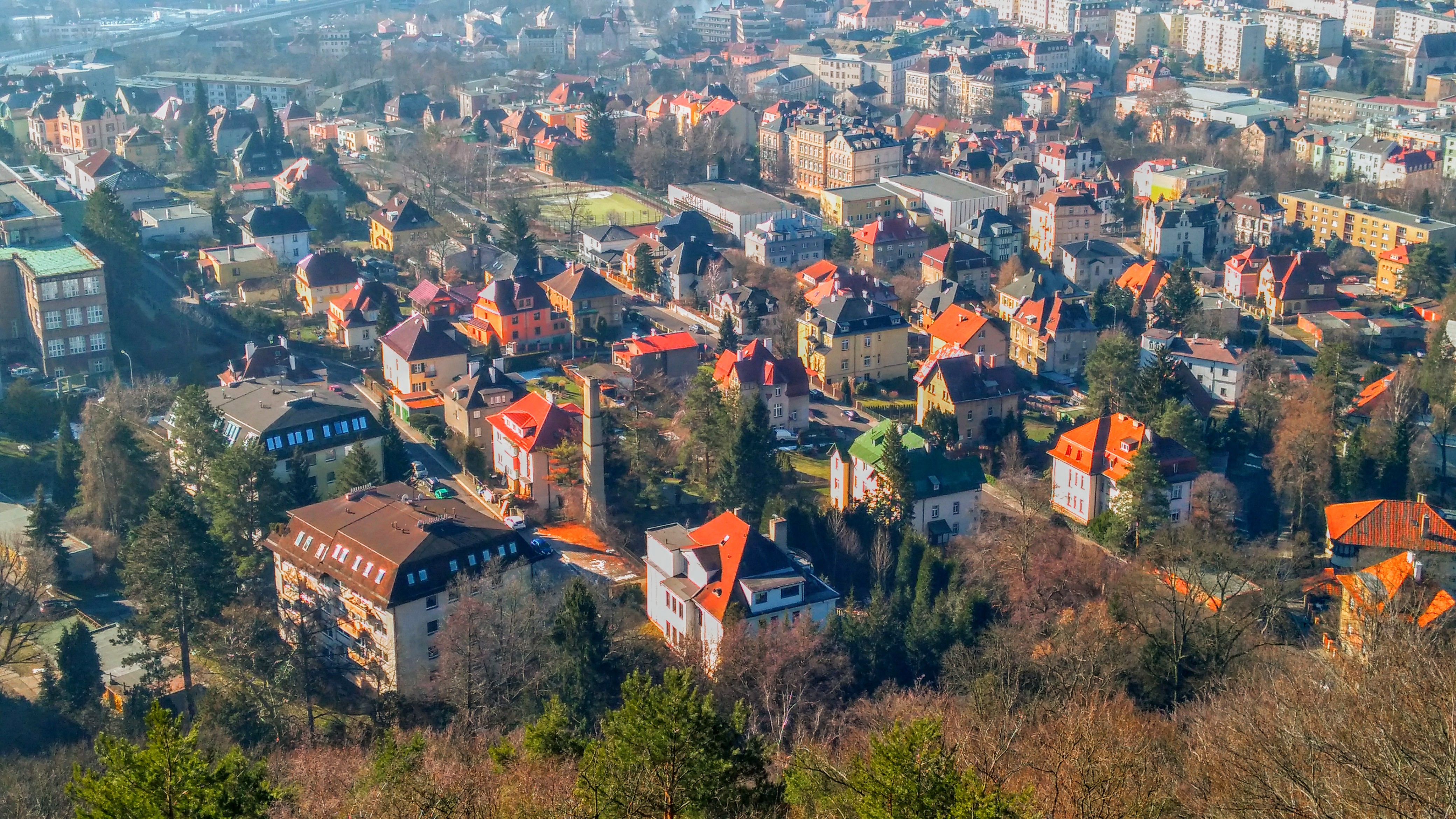
Pohled na Děčín II z Kvádrberku.